# Федерация на комунистическата младеж на Гърция
Федерацията на гръцката комунистическата младеж (на гръцки: Oμοσπονδία Kομμουνιστικών Nεολαιών Eλλάδας, OKNE) е младежката организация на Гръцката комунистическа партия. Създадена е на 28 ноември 1922 година като част от Комунистически интернационал на младежта, с главен печатен орган „Неолеа“. През 1924 година за лидер на ОКНЕ е избран Никос Захариадис.
През 1925 година ФГКМ е забранена от гръцките власти, заедно с цялата ГКП и прилежащите и структури. В началото на Втората световна война съществува и Македонско бюро на ОКНЕ. На 23 февруари 1943 структурите на ФГКМ и десетина други младежки политически и съпротивителни организации се обединяват в Национална общогръцка огранизация на младежите (ЕПОН).